# 四泉圣嘉禄堂
四泉聖嘉祿堂或稱四喷泉圣卡罗教堂（義大利語：或 ）是一座位於意大利羅馬的天主教教堂，由建筑师弗朗切斯科·博罗米尼設計，修建於1638年至1641年。此外，這座教堂為巴洛克風格建築的傑作，是奎利那雷山上巴贝里尼枢机主教建筑群的一部分。教堂坐落在斐理斯路和皮亚路交界处的狭小地基上，因此设计了十字平面和不平常的凸凹形的正立面。教堂椭圆形的穹顶为25.8米乘16.25米，而装饰就以复杂的几何形体（十字形、椭圆形、八角形及六角形）組成。

## 歷史
修道院建築於教堂修建前（教堂於1638年至1641年間修建）已完工，並於1646年獻給聖嘉祿·鮑榮茂（San Carlo Borromeo）。雖然教堂蛇紋石外觀的概念早於1630年代已出現，但是這是唯一一個於博罗米尼晚年才動工的建設。到博罗米尼死時，外觀的上部分都還未完成。。

## 結構

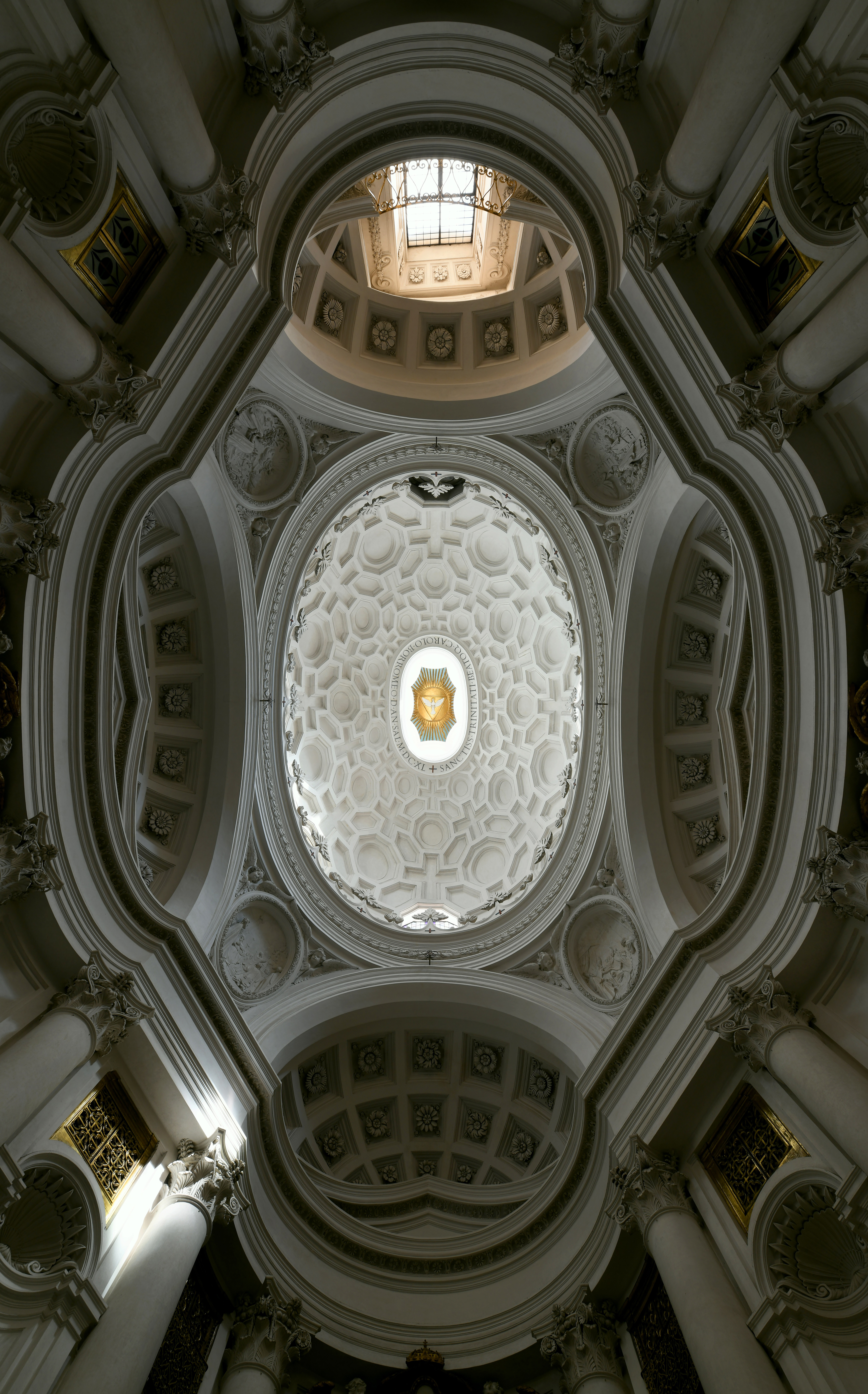
四泉圣嘉禄堂圆顶内部

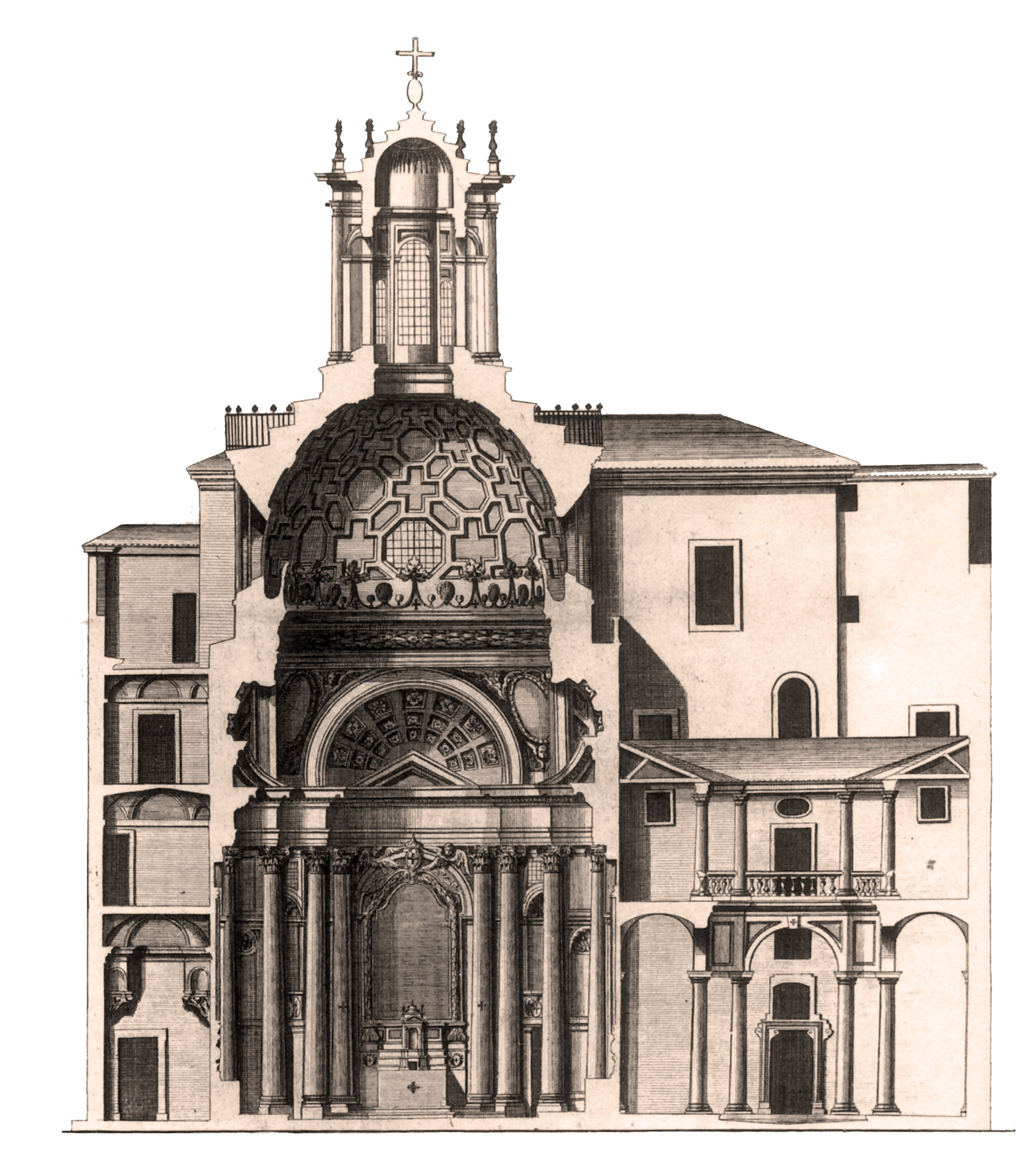
四泉聖嘉祿堂的結構

四泉聖嘉祿堂的平面圖

### 外觀
教堂凹凸的外觀以非古典的方式設計。教堂哥林多柱式的圓柱建在柱基上並支撐主要的柱上結構。教堂的小圓柱建於主要的圓柱後，而教堂還有壁櫥、窗戶、各式雕刻及在中央的橢圓形小建築物等結構。在主要的入口後，有由拉吉（Antonio Raggi）設計的聖嘉祿·鮑榮茂像，而兩旁也擺著聖若望．瑪達（St. John of Matha）及St. Felix of Valois的雕像。

### 內部
教堂的內部既特別又複雜。內部可以分為三部分，而這三個主要的結構是從底層由下至上地排列（見左圖）。
教堂底部主要的祭壇，位於大門附近，而另外兩個祭壇也位於主要的祭壇附近。在這些祭壇之間，有四組圓柱，每組有十六根（這些圓柱都相距著一定的距離）。這設計似乎為教堂底部做了一個交叉形的擺設安排。祭壇可以被清楚看到，是因為每組圓柱中央的那兩根都被斜著放置，而這樣的設計也產生了波浪移動的效果。
建築學歷史學家們解釋了這種結構如何形成波浪移動的效果及教堂平面圖的幾何原理。此外，他們也討論了教堂的象徵及博羅彌尼獨特的建築設計圖。

### 地下室
地下室位於教堂下面，有一個低穿的拱頂。小禮拜堂們開放了這地方，包括一個位於東南方的八角小禮拜堂（博羅彌尼有意埋在這裡）。此外，這地下室還有一個重要和次要的壁櫥擺放及呈波浪形的簷。

### 註腳
1. 1 2  . Encyclopædia Britannica Online. 2007  [2007-11-19]. （原始内容存档于2006-08-29）.
2. 1 2  . Wound Magazine (London). 2007-11, 1 (1): 225. ISSN 1755-800X. 外部链接存在于|journal= (帮助)
3. ↑  . Wikipédia. 2007  [2007-11-21]. （原始内容存档于2007-11-05）.
4. ↑  Blunt, A. 1979, p. 71, 76-80. Blunt considers whether Borromini at San Carlo or Pietro da Cortona with his design for Santi Luca e Martina was the first to plan a curved church facade and decides in favour of Cortona, p. 76
5. ↑  Blunt, A. Borromini, 1979, p.52-84
6. ↑  Steinberg, Leo. San Carlo alle Quattro Fontane. A Study in Multiple Form and Architectural Symbolism, New York, 1977
7. ↑  Wittkower, Rudolf. Art and Architecture in Italy 1600-1750, Pelican History of Art, 1958, p.131-5

### 書籍
- Blunt, Anthony. . 劍橋: Harvard University Press. 1979年. ISBN 0674079264.
- Steinberg, Leo. . 紐約: Garland Pub. 1977年. ISBN 0824020081.
- Portoghesi, Paolo. . 羅馬: Newton & Compton. 2001年. ISBN 9788882894856 （意大利语）.